# Erasanthe henrici
Erasanthe henrici là một loài thực vật có hoa trong họ Lan. Loài này được (Schltr.) P.J.Cribb, Hermans & D.L.Roberts mô tả khoa học đầu tiên năm 2007.

## Hình ảnh

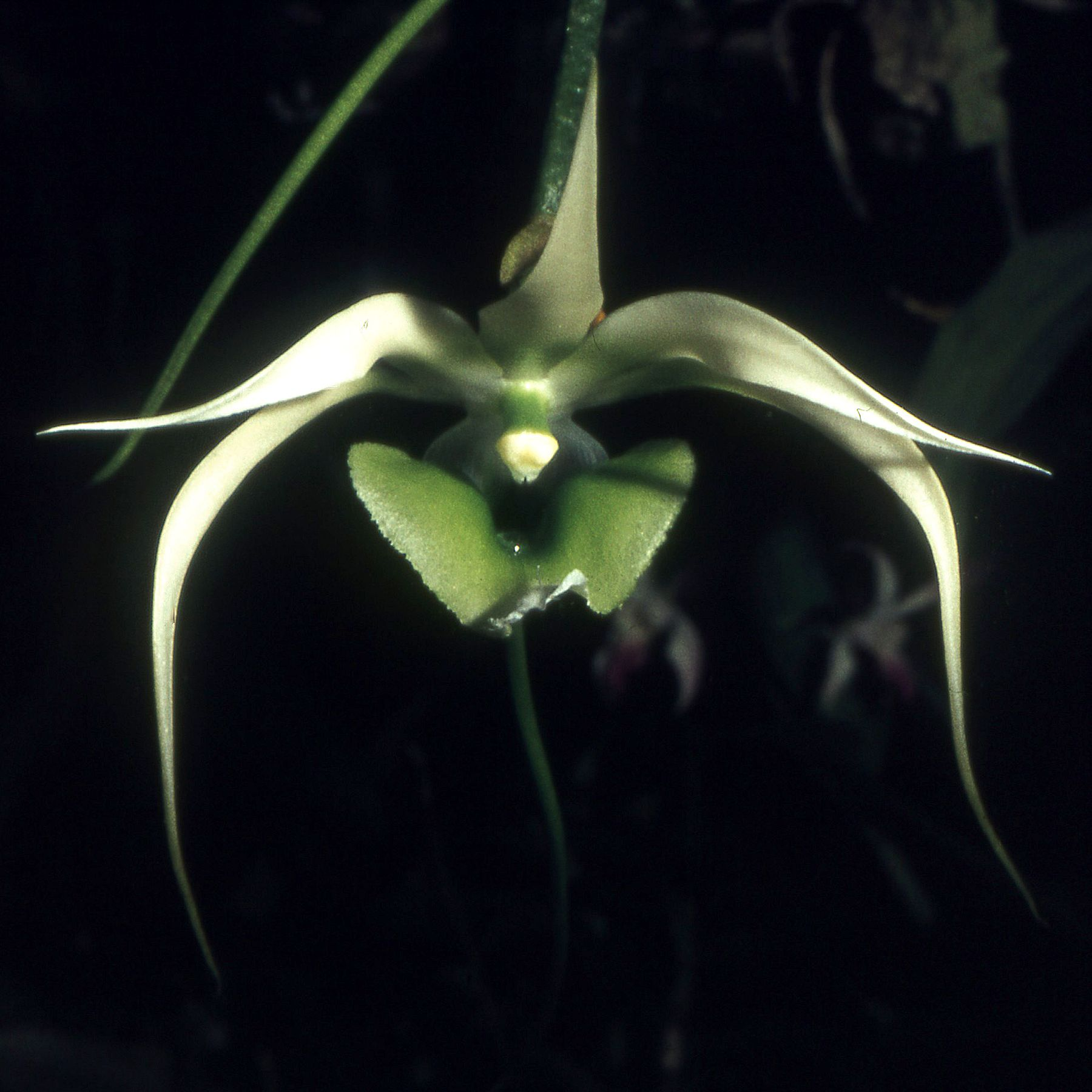